# Au bout du tunnel (film)
Pour les articles homonymes, voir Au bout du tunnel.
Pour plus de détails, voir Fiche technique et Distribution.
Au bout du tunnel (Al final del túnel) est un thriller argentino-espagnol écrit et réalisé par Rodrigo Grande, sorti en 2016.

## Synopsis
Joaquín, un ingénieur en informatique paraplégique vit une existence solitaire chez lui et passe son temps sur ses ordinateurs, dans le sous-sol de sa maison. Un jour lors d'une écoute à travers le mur, il entend des voix, il va rapidement comprendre que des cambrioleurs sont tout juste en train de préparer un gros casse…

## Fiche technique
Sauf indication contraire, les informations mentionnées dans cette section peuvent être confirmées par la base de données cinématographiques IMDb,  présente dans la section « Liens externes ».
- Titre original : Al final del túnel
- Titre français : Au bout du tunnel
- Réalisation et scénario : Rodrigo Grande
- Musique : Lucio Godoy et Federico Jusid
- Direction artistique : Mariela Rípodas
- Décors : Mariela Rípodas
- Costumes : Valentina Bari
- Photographie : Félix Monti
- Montage : Leire Alonso, Manuel Bauer et Irene Blecua
- Production : Mariela Besuievsky, Pablo Echarri, Gerardo Herrero, Axel Kuschevatzky, Sofía Toro Pollicino, Vanessa Ragone et Martín Seefeld

Production déléguée : Jimena Blanco, Julia Di Veroli, Joaquim Guedes et Javier López Blanco
- Sociétés de production : Haddock Films, Televisión Española, Telefe, Tornasol Films et Árbol Contenidos
- Société de distribution : Warner Bros. (Argentine et Espagne)
- Pays d'origine :  Argentine /  Espagne
- Langue originale : espagnol
- Genre : thriller, film de casse
- Durée : 120 minutes
- Dates de sortie :
  - Argentine : 21 avril
  - Espagne : 12 août 2016
  - France : 18 mars 2017 (VàD)

## Distribution
- Leonardo Sbaraglia (VF : Michaël Cermeno)  : Joaquín
- Pablo Echarri (VF : Olivier Valiente)  : Galereto
- Clara Lago (VF : Sophie O) : Berta
- Federico Luppi (VF : Jean-Paul Szybura) : Guttman
- Uma Salduende : Betty
- Walter Donado Canario
- Laura Faienza (VF : Sylvie Santelli) : René
- Facundo Nahuel Giménez : Schwarzenegger
- Javier Godino : Zurdo
- Ariel Nuñez : Muñeco
- Cristóbal Pinto : Pichi

Version Française
- Société de doublage : AUDIOPROJECTS
- Direction Artistique : Olivier Valiente

Réf: Carton du doublage DVD

## Distinctions
Sauf indication contraire, les informations mentionnées dans cette section peuvent être confirmées par la base de données cinématographiques IMDb,  présente dans la section « Liens externes ».

### Récompenses
- Festival international du film fantastique de Bruxelles 2017 : Meilleur thriller pour Rodrigo Grande et Tornasol Films
- Festival international du film de Seattle 2017 :
  - Meilleur film pour Rodrigo Grande
  - Meilleur réalisation pour Rodrigo Grande
- Festival international du film de Washington 2017 : Meilleur film pour Rodrigo Grande et Tornasol Films

### Nominations
- Festival international du film de Rome 2016 : Meilleur film pour Rodrigo Grande
- Festival international du film de Rome 2016 : Meilleur acteur pour Leonardo Sbaraglia